# Kristjan Snorrasson
Kristjan Snorrasson (Melbourne, 26 juni 1975) is een Australisch voormalig wielrenner. In 2001 werd hij Australisch kampioen tijdrijden bij de elite.

## Belangrijkste overwinningen
2001
- Australisch kampioen tijdrijden, Elite
- 1e etappe Perlis Open
- 2e etappe Perlis Open
- Eindklassement Perlis Open

## Ploegen
- 2001-Selle Italia-Pacific (stagiair)
- 2002-Matesica-Abóboda (tot 15/03)